# Estado intermedio (cristianismo)

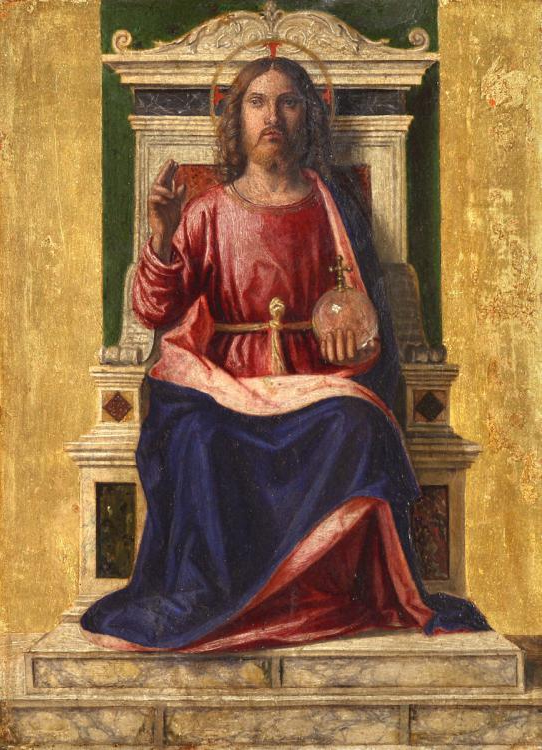
Imagen de Jesús, personaje importante en la religión cristiana.

En algunas formas de cristianismo el estado intermedio o estado provisional es el lugar de existencia de una persona entre la muerte y la resurrección universal. Además, existen creencias en un juicio particular inmediatamente después de la muerte y un juicio general o juicio final después de la resurrección.
Los primeros cristianos buscaban un fin del mundo inminente y muchos de ellos tenían poco interés en un estado intermedio entre la muerte y la resurrección. El Iglesia oriental admite tal estado intermedio, pero se abstuvo de definirlo, para no difuminar la distinción entre los destinos definitivos alternativos del  Cielo y el Infierno. La Iglesia Occidental va por otro camino al definir el estado intermedio, con evidencias tan lejanas como la Pasión de Santa Perpetua, Santa Felicitas y sus compañeras (203) de la creencia de que los pecados pueden ser purgados por el sufrimiento en una vida después de la muerte, y que el purgatorio puede ser acelerado por la intercesión de los vivos. Los cristianos orientales también creían que la muerte puede ser asistida por la oración.
Tanto en Oriente como en Occidente, los que se encuentran en el estado intermedio han sido tradicionalmente beneficiarios de oraciones, como las  misas de réquiem. En Oriente, se dice que los salvados descansan en la luz mientras que los malvados son confinados en las tinieblas. En Oriente, se dice que las oraciones benefician a los que están en el Hades, incluso los paganos. En Occidente, Agustín de Hipona describió la oración como útil para los que están en comunión con la iglesia, e insinuó que el destino último de cada alma se determina en la muerte. En Occidente, dicha oración llegó a restringirse a las almas en el Purgatorio', idea que tiene "raíces antiguas" y se demuestra en los primeros escritos de la Iglesia.  La Iglesia católica ofrece indulgencias para los que están en el purgatorio, que evolucionaron a partir de la práctica anterior de las remisiones canónicas.
Aunque algunos protestantes, como luteranos y anglicanos, afirmaban la oración por los muertos, otros protestantes Nonconformistas, como los bautistas, dejaron en gran medida de rezar por los muertos. Los protestantes rechazan universalmente la doctrina católica del purgatorio, aunque afirman la existencia de un estado intermedio, normalmente denominado Hades. Calvino representaba a los justos muertos como descansando en la bienaventuranza.

## Contexto judío
Los primeros hebreos no tenían noción de la resurrección de los muertos y, por tanto, sin estado intermedio. Al igual que los grupos vecinos, entendían la muerte como el final. Su otra vida, sheol (la fosa), era un lugar oscuro del que nadie regresaba. En la época de Jesús, sin embargo, el Libro de Daniel (12:1-4) y una profecía en Isaías (26:19) había popularizado la idea de que los muertos en el sheol serían levantados para un juicio final. El literatura intertestamental describe con más detalle lo que experimentan los muertos en el sheol. Según el Libro de Enoc, los justos y los malvados esperan la resurrección en divisiones separadas del sheol, una enseñanza que puede haber influido en la parábola del rico epulón y el pobre Lázaro.

## Historia
En la Septuaginta y el Nuevo Testamento los autores utilizaron el término griego Hades para el hebreo Seol, pero a menudo con conceptos judíos más que griegos en mente, de modo que, por ejemplo, no hay actividad en el Hades en el Eclesiastés.  Una excepción a la visión tradicional judía del Seol, Hades se encuentra en el Evangelio de Lucas en la parábola del rico epulón y el pobre Lázaro que describe Hades a lo largo de las líneas de intertestamento judía de un Seol dividido entre los felices justos y los miserables malvados. Posteriormente Hipólito de Roma amplió esta parábola y describió la actividad en el Seno de Abraham en Contra Platón.
Desde Agustín, los cristianos han creído que las almas de los que mueren descansan en paz, en el caso de los cristianos, o son afligidas, en el caso de los condenados, después de la muerte hasta la resurrección. Agustín distingue entre el fuego purificador que salva y el fuego consumidor eterno para los impenitentes, y habla del dolor que causa el fuego purgatorial como más severo que cualquier cosa que un hombre pueda sufrir en esta vida. Tanto el Venerable Bede como San Bonifacio informan de visiones de una vida después de la muerte con una división en cuatro, incluyendo moradas placenteras y castigadoras cerca del cielo y del infierno para retener a las almas hasta el día del juicio.
La idea del purgatorio como lugar físico "nació" a finales del siglo XI. Los teólogos católicos medievales llegaron a la conclusión de que los castigos purgatoriales consistían en fuego material. La Iglesia católica cree que los vivos pueden ayudar a aquellos cuya purificación de sus pecados aún no se ha completado no sólo rezando por ellos, sino también ganando indulgencias para ellos como un acto de intercesión.  El Día de Todos los Santos conmemora a las almas del purgatorio. La Baja Edad Media fue testigo del crecimiento de considerables abusos, como la venta sin restricciones de indulgencias por parte de "perdonadores" profesionales para liberar del sufrimiento en el purgatorio a los seres queridos difuntos de los donantes, o a los propios donantes.
En el siglo XVI, Reformadores protestantes como Martín Lutero y Juan Calvino cuestionaron la doctrina del purgatorio porque creían que no estaba respaldada en la Biblia. Tanto Calvino como Lutero seguían creyendo en un estado intermedio, pero Calvino sostenía una existencia más consciente para las almas de los muertos que Lutero. Para Calvino, los creyentes en el estado intermedio disfrutaban de una bienaventuranza incompleta, en espera de la resurrección. La  teología reformada siguió en gran medida las enseñanzas de Calvino sobre el estado intermedio.